# صحراء خلوص
صحراء خلوص هي صحراء واسعة تتبع بلدة جناح من توابع مدينة بستك وتقع في محافظة هرمزگان في جنوب إيران. طول « صحراء خلوص » 18 كيلومتراً، وعرضها 9 كيلومترات. وتقع على الضفة الجنوبية لنهر مهران، والصحراء منطقة جغرافية تخلو أو يندر بها النبات، وكثير من الأحيان تكون الصحراء حاره نهاراً وبارده ليلاً. تنموا النباتات الصحراوية في صحراء خلوص بعد هطول الأمطار، وتكثر فيها الفقع، والفطر بكثرة، وكذلك كثير من أنواع الحيوانات والطيور تعيش في صحراء خلوص، وتشتمل الحيوانات الصحراوية على عدد كبير من الحشرات والعناكب والزواحف والطيور خاصتاً الطير الحبارى والثدييات. كما تفد إلى الصحراء، بعد سقوط الأمطار، حيوانات برية مثل الغزلان والثعالب والذئاب وغيرها.

## حدود صحراء خلوص
حدود صحراء خلوص: من الشمال قرية خلوص، وسلسلة جبال الناخ، ومن الجنوب «نهر مهران »، ومن الغرب قرية كتاو والنهر المالح، ومن الشرق تنتهي بـقرية هرنك.
- يصف الشاعر معروف الكوخردي « صحراء خلوص » في هذه الأبيات بالفارسية قائلاً :

## قراءة المزيد
- الكوخردى، محمد، بن يوسف، (كُوخِرد حَاضِرَة اِسلامِيةَ عَلي ضِفافِ نَهر مِهران) الطبعة الثالثة، دبى: سنة 1997 للميلاد.
- محمدیان، كوخردى، محمد.  « شهرستان بستک وبخش کوخرد »  ج1. چاپ أول، دبی: سال انتشار 2005 میلادی. (فارسي)
- دیوان: (اشعار معروف کوخردی)   به کوشش: حسنى، كوخردى، محمد وحبیبی، حسام،. ناشر: همسایه .، ایران: چاپ أول، انتشار سال 1385 خورشیدی.
- عباسی، قلی، مصطفی،  «بستک وجهانگیریه»، چاپ أول، تهران : ناشر: شرکت انتشارات جهان معاصر، سال 1372 خورشیدی.
- سلامى، بستكى، أحمد.  (بستک در گذرگاه تاریخ)  ج2 چاپ أول، 1372 خورشيدى.
- محمدیان، كوخردى، محمد،  (شهرستان بستک وبخش کوخرد) ، ج1. چاپ أول، دبی: سال انتشار 2005 میلادی.
- بالود، محمد.  (فرهنگ عامه در منطقه بستک)  ناشر همسايه، چاپ زيتون، انتشار سال 1384 خورشیدی.
- بنى عباسيان، بستكى، محمد اعظم،  « تاريخ جهانگيريه»  چاپ تهران، سال 1339 خورشيدى.
- بختيارى، سعيد، ،  « اتواطلس إيران » ، “ مؤسسه جغرافيايى وكارتگرافى گيتا شناسى، بهار 1384 خورشيدى

## وصلات خارجية
- التقسيمات الادارية لمحافظة هرمزغان